# Great Falls (Karolina Południowa)
Great Falls – miasto w Stanach Zjednoczonych, w stanie Karolina Południowa, w hrabstwie Chester.